# Puertoricotodi
Puertoricotodi (Todus mexicanus) är en fågel i familjen todier inom ordningen praktfåglar. Fågeln förekommer i skogs- och buskmark i Puerto Rico.

## Föda

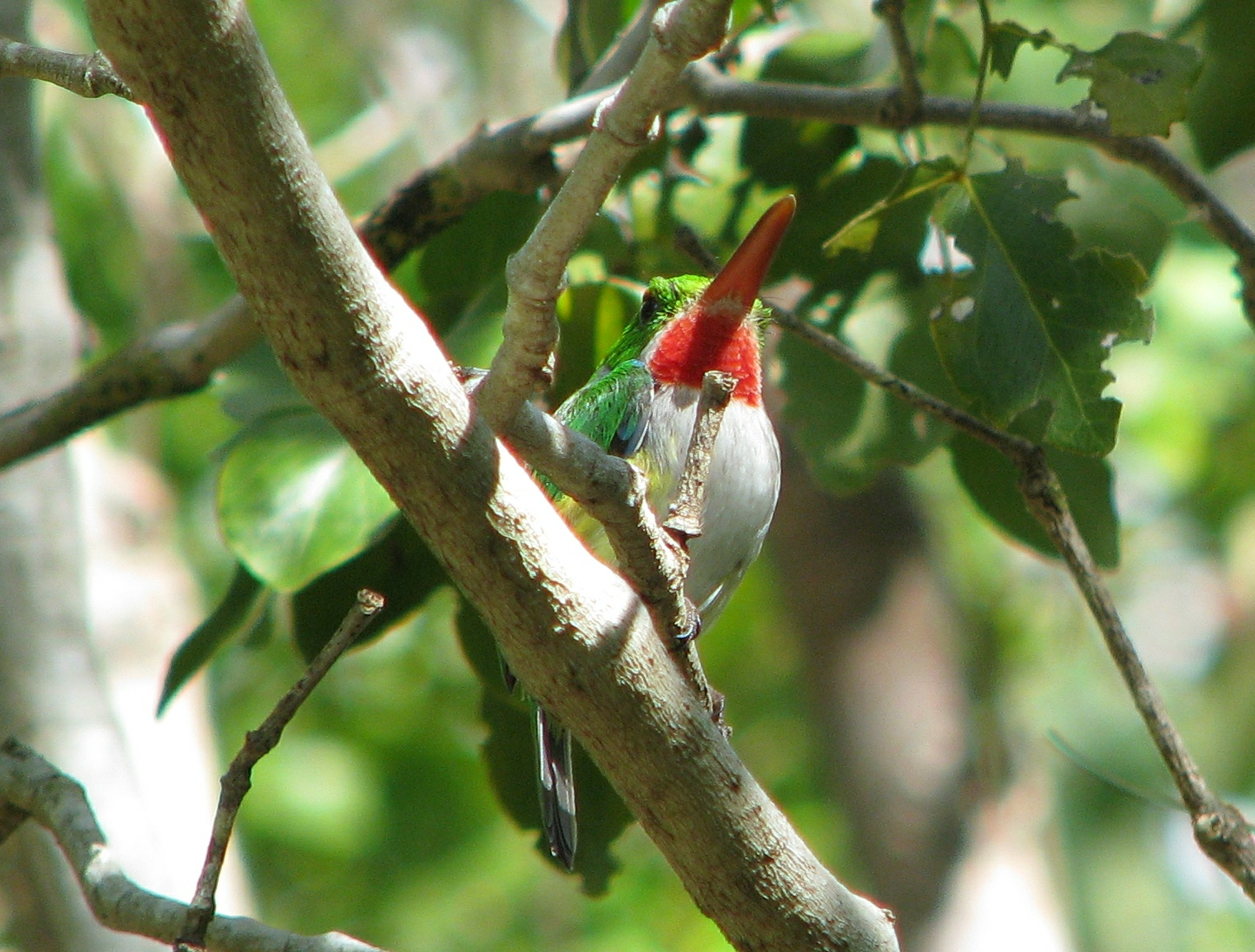

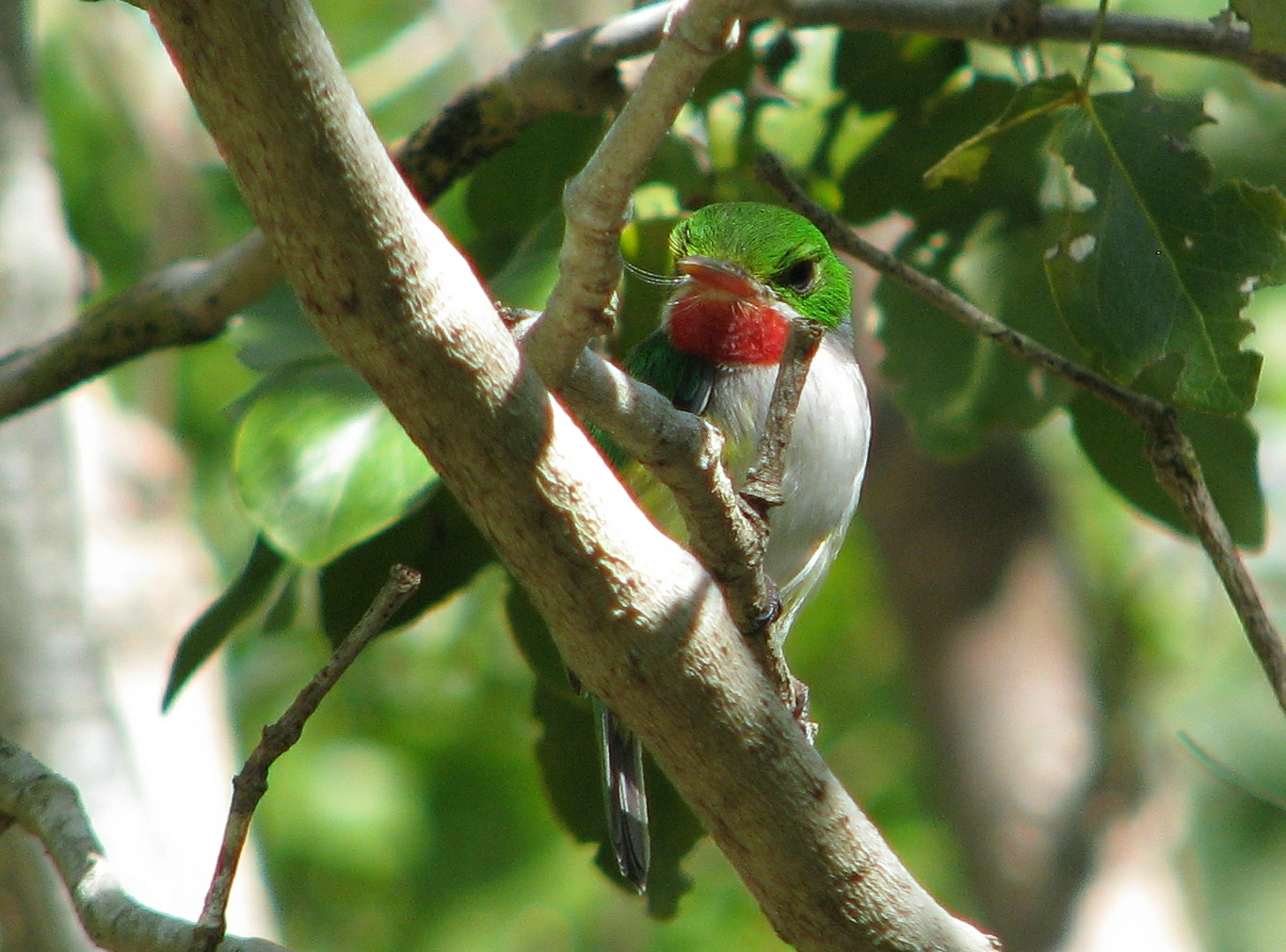

Den lever främst av insekter, speciellt gräshoppor, syrsor, skalbaggar, fjärilar, bin, getingar och myror. Den tar även spindlar, tusenfotingar, och en mindre mängd frukt. Det senare utgör ungefär 2 % av dess föda. Typiskt för todierna är att de sitter still på en smal gren ganska nära marken, antingen ensam eller i par. De förflyttar sig på grenen i sidled likt papegojor. 
När de lokaliserat ett byte på undersidan av ett blad, flyger de diagonalt uppåt och plockar bytet från bladet i flykten. De kan även ta byten direkt ifrån marken, och ibland förföljer de bytet hoppande på marken. De flyger enbart kortare sträckor och är mycket stillasittande. De är som mest aktiva på morgnar då solen kommer fram efter regn, och i mars och september.

## Häckning
Som andra grupper med praktfåglar häckar todierna i tunnlar som de gräver med näbb och fötter i branter eller ruttnande trädgrenar. Tunneln avslutas med en kammare, som vanligtvis inte återanvänds. De lägger i snitt fyra runda vita ägg. Båda föräldrarna ruvar men är förvånandsvärt ouppmärksamma på äggen. 
Ungarna är bostannare och blir i boet tills de kan flyga. Båda föräldrarna tar hand om ungarna och ger dem då desto mer uppmärksamhet. De kan mata varje unge upp till 140 gånger per dag vilket är den högsta matningsfrekvensen som man känner till ibland fåglar.

## Status och hot
Arten har ett stort utbredningsområde och en stor population, men tros minska i antal till följd av habitatförstörelse och predation från införda arten indisk mungo. Den minskar dock inte tillräckligt kraftigt för att den ska betraktas som hotad. Internationella naturvårdsunionen IUCN kategoriserar därför arten som livskraftig (LC). Världspopulationen har inte uppskattats men den beskrivs som vanlig.